# Municipio de Caseville
El municipio de Caseville (en inglés: Caseville Township) es un municipio ubicado en el condado de Huron en el estado estadounidense de Míchigan. En el año 2010 tenía una población de 2570 habitantes y una densidad poblacional de 6,87 personas por km².

## Geografía
El municipio de Caseville se encuentra ubicado en las coordenadas 43°54′48″N 83°23′7″O / 43.91333, -83.38528. Según la Oficina del Censo de los Estados Unidos, el municipio tiene una superficie total de 373.86 km², de la cual 35,53 km² corresponden a tierra firme y (90,5 %) 338,33 km² es agua.

## Demografía
Según el censo de 2010, había 2570 personas residiendo en el municipio de Caseville. La densidad de población era de 6,87 hab./km². De los 2570 habitantes, el municipio de Caseville estaba compuesto por el 98,05 % blancos, el 0,12 % eran afroamericanos, el 0,19 % eran amerindios, el 0,19 % eran asiáticos, el 0,19 % eran de otras razas y el 1,25 % eran de una mezcla de razas. Del total de la población el 1,71 % eran hispanos o latinos de cualquier raza.